# 100000 Астронавтика
100000 Астронавтика (100000 Astronautica) — астероїд головного поясу, відкритий 28 вересня 1982 року.
Тіссеранів параметр щодо Юпітера — 3,855.